# 二井镇 (肇州县)
二井镇，是中华人民共和国黑龙江省大庆市肇州县下辖的一个乡镇级行政单位。

## 行政区划
二井镇下辖以下地区：
光辉村、卫国村、黎明村、太合村、民兴村、民主村、实现村、繁荣村、光荣村、前进村、民乐村、富强村和胜生村。